# Neostylopyga coxalis
Neostylopyga coxalis är en kackerlacksart som först beskrevs av Walker, F. 1868.  Neostylopyga coxalis ingår i släktet Neostylopyga och familjen storkackerlackor. Inga underarter finns listade i Catalogue of Life.